# Ferrovia Alifana
La ferrovia Alifana (ufficialmente Ferrovia Napoli-Caserta-Piedimonte Matese) è una linea ferroviaria regionale della Campania, gestita dall'Ente Autonomo Volturno (EAV) che vi opera in qualità sia di gestore dell'infrastruttura sia di impresa ferroviaria.
Il nome deriva da quello dell'omonima area nella quale si trova la stazione terminale di Piedimonte d'Alife denominata, dal 1974, Piedimonte Matese. La linea è storicamente suddivisa in due differenti tratte, alta (tratta Santa Maria Capua Vetere-Piedimonte Matese) e bassa (Napoli Centrale-Santa Maria Capua Vetere), di cui la prima è attualmente in esercizio, mentre la seconda lo è stata fra il 1913 e il 1976. Quest'ultima tratta è da allora su linea RFI, tramite la Ferrovia Roma-Cassino-Napoli.

## Storia

### I primi progetti e l'inaugurazione
Della costruzione di una ferrovia che unisse l'area ai piedi del Matese con Napoli si parlò fin dalla metà dell'Ottocento, ma senza che alcun progetto concreto venisse presentato. Nel 1888 fu il comune di Caiazzo a farsi portavoce della necessità di costruzione della ferrovia e tale richiesta venne appoggiata da diversi comuni tra i quali Marano di Napoli. Furono diversi i progetti presentati per la realizzazione della Ferrovia economica Napoli - Piedimonte d'Alife. Dopo alcuni tentativi, non andati a buon fine, di prolungare la tranvia Napoli-Aversa fino a Piedimonte, il 27 marzo 1900 venne stipulato il contratto di concessione con la "Societé Anonyme des Tramway et des Chemins de Fer du Centre" di Lione in Francia per la costruzione e la gestione della ferrovia Napoli-Piedimonte d'Alife. Tale concessione passò poi nel 1905 alla "Compagnie des Chemins de Fer du Midi de l'Italie" con sede a Parigi.
La ferrovia venne realizzata a scartamento ridotto (950 mm) ed entrò in funzione il 30 marzo 1913 sulla tratta Napoli Piazza Carlo III-Santa Maria Capua Vetere-Biforcazione, con diramazione Biforcazione-Capua (originaria tratta bassa). Questa prima tratta di circa 43 chilometri, era con trazione elettrica a corrente alternata monofase ad 11 kV e 25 Hz. Successivamente, il 31 dicembre dello stesso anno, entrò in funzione la tratta Biforcazione-Caiazzo (circa 16 km) ed infine, il 5 ottobre 1914, l'ultimo tronco Caiazzo-Piedimonte d'Alife (circa 23 km). La tratta Biforcazione-Caiazzo-Piedimonte d'Alife (detta tratta Alta) era gestita con trazione a vapore, e dunque le due tratte già risultavano separate, utilizzando una differente trazione.

### Il primo dopoguerra ed il commissariamento

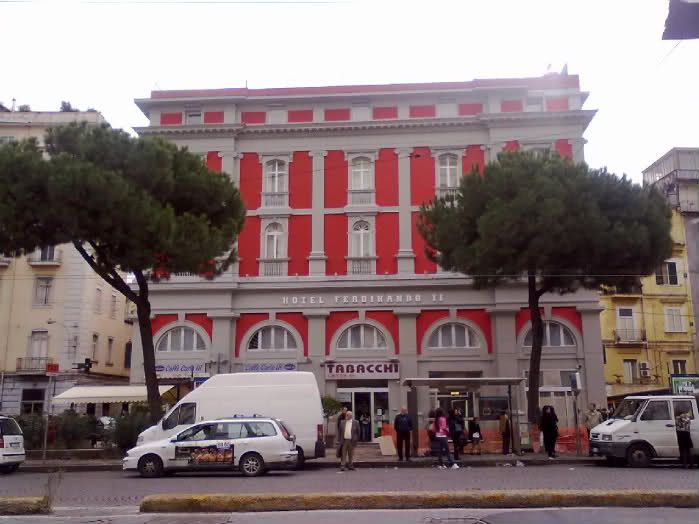
Facciata della vecchia stazione terminale della ferrovia Alifana, in piazza Carlo III.

La tratta Napoli Piazza Carlo III - Capua (tratta bassa) si svolgeva con treni a cadenza oraria lungo le seguenti stazioni e fermate: Capodichino, Secondigliano, Piscinola, Marano di Napoli, Mugnano-Calvizzano, Giugliano-Villaricca, Aversa, Lusciano, Trentola-Ducenta, Frignano Maggiore, Fertilia-Casaluce, Teverola, Santa Maria Capua Vetere-Sant'Andrea dei Lagni, Curti, Santa Maria Città-San Pietro, Anfiteatro, Biforcazione e Capua. Fino agli anni 1930 sulla linea veniva usato il sistema del "bastone pilota" per gestire le precedenze, ove un bastone, appositamente marcato, era in possesso del macchinista con il "via libera", che lo consegnava al prossimo durante gli incroci, finché non venne stabilita la Dirigenza Unica a Sant'Andrea dei Lagni.
La tratta alta condivideva con la tratta bassa il tracciato tra Sant'Andrea dei Lagni e Biforcazione, dopodiché toccava le seguenti stazioni e fermate: Sant'Angelo in Formis, Triflisco, Pontelatone-Formicola, Piana di Caiazzo (oggi Piana di Monte Verna), Caiazzo, Cameralunga, Villa Ortensia, Alvignano, San Ferdinando (oggi San Marco), Dragoni, Alife e Piedimonte d'Alife (oggi Piedimonte Matese). Inizialmente, anche a causa della trazione a vapore e della notevole pendenza della linea fino a Caiazzo, si svolgevano solo 3 coppie di treni giornalieri, divenute 4 dopo pochi anni. Durante la prima guerra mondiale, sulla tratta alta, il carbone venne sostituito con la più economica legna, aumentando ulteriormente i tempi di percorrenza. Il 14 aprile 1923 dalla concessione si passò ad una gestione commissariale governativa, con denominazione "Ferrovia Napoli Piedimonte" (FNP).

### Il secondo dopoguerra e la chiusura della tratta bassa
La seconda guerra mondiale portò parecchi danni alla ferrovia tanto che solo il tratto dell'Alifana bassa fino a Santa Maria Capua Vetere-Sant'Andrea dei Lagni riuscì ad essere rimesso in esercizio in breve, mentre la tratta alta, significativamente danneggiata soprattutto dai bombardamenti tedeschi del 6 ottobre 1943, rimase interrotta fino al 4 gennaio 1955, quando partirono i lavori di ripristino della linea da Triflisco.
Nel 1955 l'aumento del traffico veicolare nell'area di Piazza Carlo III a Napoli costrinse il Comune a richiedere ed ottenere che il capolinea della tratta bassa della ferrovia arretrasse allo Scalo Merci ubicato in Via Don Bosco (di fronte all'Istituto omonimo), istituendo un servizio di navetta su gomma tra il nuovo capolinea e Piazza Carlo III. La linea così si accorciava ulteriormente passando a quasi 35 km, ed erano inoltre previste alcune nuove fermate facoltative come a Via Regina Margherita a Secondigliano, al Ponte di Marano (bivio per Mugnano), ad Aversa Ippodromo e a San Marcellino. Nel 1956, la Dirigenza Unica viene spostata da Santa Maria Capua Vetere ad Aversa.
I lavori di ricostruzione della tratta alta, la cui concessione venne affidata alla "Compagnie des Chemins de Fer du Midi de l'Italie" (CFMI), si conclusero il 5 aprile 1963, con una linea con caratteristiche ben diverse dalla precedente: anzitutto lo scartamento diventò ordinario e la trazione con motore diesel. Questo determinò la definitiva scissione delle due linee che da questo momento non ebbero più alcuna connessione. La nuova tratta alta, infatti, ha origine dalla stazione di Santa Maria Capua Vetere posta sulla linea Roma-Cassino-Napoli, con la quale condivide i binari fino a Napoli e dalla quale ha acquistato delle tracce orarie. La nuova tratta alta, toccando la nuova stazione di Anfiteatro ripercorre parte del vecchio tracciato in direzione di Sant'Angelo in Formis dove però scompariva l'edificio di Biforcazione e con esso la tratta Biforcazione-Capua della tratta bassa, oltre che la fermata di Cameralunga, mentre nasceva la fermata di San Iorio. La nuova linea è lunga 41 km.

Nel 1968 la gestione venne affidata alle Tranvie Provinciali Napoletane. Agli inizi degli anni 1970, il capolinea napoletano dell'Alifana bassa venne ancora arretrato alla stazione di Secondigliano, ma ormai si rendeva sempre più impellente il rinnovamento della linea, soprannominata ironicamente "ferrovia di cartone", che, oltretutto, godeva di frequentazione perfino eccessiva. Le località attraversate, infatti, erano cresciute a dismisura e l'Alifana bassa continuava ad essere l'unico mezzo capace di arrivare a Napoli in breve tempo evitando il traffico. Fu così che il 20 febbraio 1976 il servizio dell'Alifana bassa venne sospeso e sostituito, per un paio di anni, da un servizio di autobus. La chiusura doveva essere temporanea per consentire l'ammodernamento della linea.

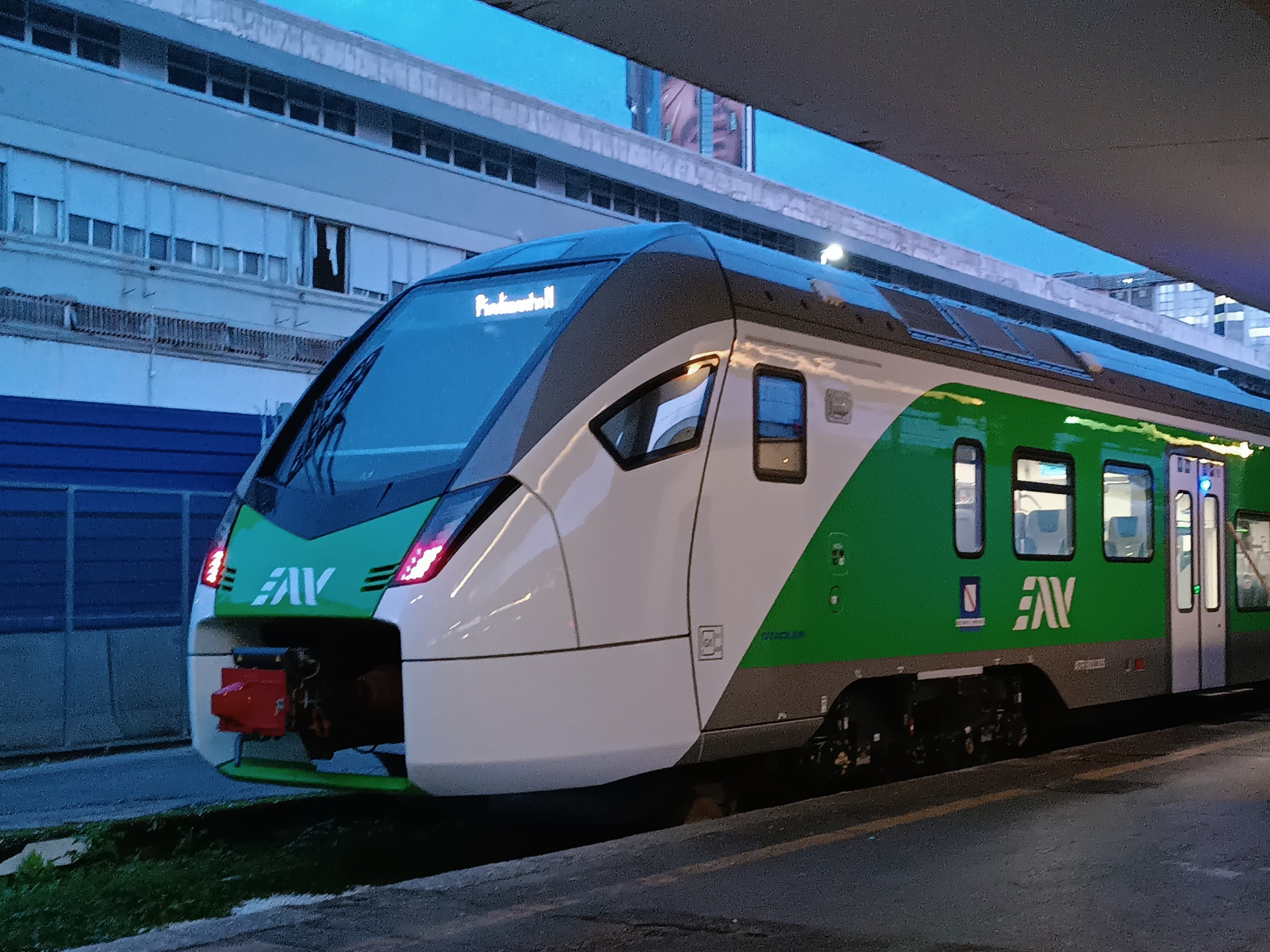
Un autotreno ATR 803, utilizzato dal 2022 sulla ferrovia Alifana alta sulla relazione Napoli Centrale - Piedimonte Matese di EAV, fermo al binario 2 nella stazione di Napoli Centrale.

### La tratta alta dagli anni 1970 ad oggi
Nel 1978 le TPN vennero trasformate in consorzio tra comune e provincia di Napoli diventando CTP che continuò a gestire la tratta alta della ferrovia rimasta in funzione. Il 16 giugno 1986 la concessione venne revocata e la ferrovia passò sotto gestione commissariale governativa, la quale nel 1991 venne unita alla gestione governativa della ferrovia Benevento-Cancello-Napoli, creando la Gestione Commissariale Governativa Ferrovia Alifana e Benevento Napoli (FABN). Il commissariamento terminò nel 2005 quando la gestione venne trasformata in società con lo stesso nome che poi venne rinominata in MetroCampania NordEst, incorporata nel 2012 in Ente Autonomo Volturno, che attualmente svolge treni regionali diretti nei giorni feriali sulla relazione Piedimonte Matese - Napoli Centrale, utilizzando la linea Alifana alta da Piedimonte Matese a Santa Maria Capua Vetere e la linea Roma-Cassino-Napoli di RFI da Santa Maria Capua Vetere a Napoli Centrale (eccezion fatta per una coppia di treni al giorno, instradata via Aversa). Nella sezione da Santa Maria Capua Vetere a Napoli Centrale i treni fermano a Caserta, Maddaloni Inferiore (non tutti), Cancello e, dal luglio 2024 e per alcuni mesi a seguire, fermavano anche ad Acerra e Casalnuovo (solo alcuni treni).
Negli anni 2000 è stato rinnovato l'armamento sulla tratta alta.

### La nuova tratta bassa dal 2005 ad oggi
Nel 2005 è stato inaugurato il primo tratto della nuova tratta Alifana bassa (Piscinola-Scampia-Mugnano), seguito nel 2009 dal tratto Mugnano-Giugliano-Aversa Ippodromo-Aversa Centro. Il percorso è stato integrato nella Metropolitana di Napoli ed è anch'esso gestito da EAV dal 2012.. A differenza del percorso della vecchia Alifana bassa, la nuova linea metropolitana transita molto più ad est, non servendo così diversi comuni, come Marano, Calvizzano e Villaricca.

## Caratteristiche
| Head station |

| Station on track |

| Small bridge over water |

| Station on track |

| Stop on track |

| Station on track |

| Stop on track |

| Unknown route-map component "exKRW+l" | Unknown route-map component "eKRWgr" |  |

| Unknown route-map component "exKRWl" | Unknown route-map component "eKRWg+r" |  |

| Station on track |

|  | Unknown route-map component "eKRWgl" | Unknown route-map component "exKRW+r" |

|  | Station on track | Unknown route-map component "exBHF" |

|  | Stop on track | Unknown route-map component "exHST" |

|  | Station on track | Unknown route-map component "exBHF" |

|  | Small bridge over water | Unknown route-map component "exWBRÜCKE1" |

|  | Stop on track | Unknown route-map component "exSTR" |

|  | Unknown route-map component "eKRWg+l" | Unknown route-map component "exKRWr" |

| Station on track |

| Unknown route-map component "SKRZ-Ao" |

| Unknown route-map component "exKBHFa" | Straight track |  |

| Unknown route-map component "exHST" | Straight track |  |

| Unknown route-map component "exKRWl" | Unknown route-map component "eKRWg+r" |  |

| (0+000)  |
| (39+802) |

|  | Unknown route-map component "eKRWgl" | Unknown route-map component "exKRW+r" |

|  | Stop on track | Unknown route-map component "exHST" |

| (1+955)  |
| (37+555) |

| Unknown route-map component "exKRW+l" | Unknown route-map component "eKRWgr" | Unknown route-map component "exSTR" |

| Unknown route-map component "exSTR" | Straight track | Unknown route-map component "exBHF" |

| Unknown route-map component "exSTR" | Straight track | Unknown route-map component "exHST" |

| Unknown route-map component "CONTgq" | Unknown route-map component "eABZq+r" | Unknown route-map component "xKRZo" | Unknown route-map component "ABZg+r" | Unknown route-map component "exSTR" |  |  |

| Unknown route-map component "exSTR" + Unknown route-map component "exDSTRa@g" + Unknown route-map component "lhSTRa@f" | Unknown route-map component "exBHF" + Unknown route-map component "HUBaq" | Station on track + Unknown route-map component "HUBeq" | Unknown route-map component "exSTR" |  |

| Unknown route-map component "exhSTR" | Unknown route-map component "exSTR" | Unknown route-map component "xABZLgl" | Unknown route-map component "xKRZo" | Unknown route-map component "CONTfq" |

| Unknown route-map component "exhSTR2" | Unknown route-map component "exKRWl" + Unknown route-map component "exhSTRc3" | Unknown route-map component "exKRW+lr" + Unknown route-map component "exLKRWl" | Unknown route-map component "exKRWr" + Unknown route-map component "exLKRW+r" |  |

| Unknown route-map component "exhSTRc1" | Unknown route-map component "exhSTR2+4" | Unknown route-map component "exBHF" + Unknown route-map component "exhSTRc3" | Unknown route-map component "exLSTR" |  |

| Unknown route-map component "exhSTRc1" | Unknown route-map component "exKRZ2+4h" | Unknown route-map component "exLBHF" + Unknown route-map component "exhSTRc3" |

|  |  | Unknown route-map component "exSTR" + Unknown route-map component "exhSTRc1" | Unknown route-map component "exLSTR" + Unknown route-map component "MSTRl+4" + Unknown route-map component "exhSTRl+4" | Unknown route-map component "exDCONTfq" + Unknown route-map component "lhSTRe@gq" |

|  |  | Unknown route-map component "exHST" | Unknown route-map component "exLBHF" |  |

|  |  | Unknown route-map component "exBHF" | Unknown route-map component "exLSTR" |  |

|  | Unknown route-map component "CONTgq" | Unknown route-map component "xKRZu" | Unknown route-map component "exLSTR" + Transverse track | Unknown route-map component "CONTfq" |

|  |  | Unknown route-map component "exHST" | Unknown route-map component "exLSTR" |  |

|  |  | Unknown route-map component "exBHF" | Unknown route-map component "exLSTR" |  |

|  | Unknown route-map component "exSTR+l" | Unknown route-map component "exSTRr" | Unknown route-map component "exLSTR" |  |

|  | Unknown route-map component "exBHF" |  | Unknown route-map component "exLSTR" |  |

|  | Unknown route-map component "exBHF" |  | Unknown route-map component "exLSTR" |  |

| Unknown route-map component "uexCONTgq" | Unknown route-map component "uexSTR+r" | Unknown route-map component "exSTR" |  | Unknown route-map component "exLSTR" |  |  |

| Unknown route-map component "CONTgq" | Unknown route-map component "uxmKRZo" | Unknown route-map component "xKRZu" | Transverse track | Unknown route-map component "exLSTR" + Transverse track | Unknown route-map component "ABZq+lr" | Unknown route-map component "CONTfq" |

| Unused straight waterway | Unknown route-map component "exHST" |  | Unknown route-map component "exLSTR" | Straight track |

| Unused straight waterway | Unknown route-map component "exHST" |  | Unknown route-map component "exLSTR" | Straight track |

| Unknown route-map component "uexBHF" | Unknown route-map component "exBHF" |  | Unknown route-map component "exLSTR" | Straight track |

| Unknown route-map component "uexSTRl" | Unknown route-map component "exmKRZ" | Unknown route-map component "uexSTR+r" | Unknown route-map component "exLSTR" | Straight track |

|  | Unknown route-map component "exHST" | Unused straight waterway | Unknown route-map component "exLSTR" | Straight track |

|  | Unknown route-map component "exBHF" | Unused straight waterway | Unknown route-map component "exLSTR" | Straight track |

|  | Unknown route-map component "exSTR" | Unknown route-map component "uexBHF" | Unknown route-map component "exLKBHFe" + Unknown route-map component "tKBHFa" | Station on track |

|  |  | Unknown route-map component "exBHF" | Unused straight waterway | Unknown route-map component "tSTR" | One way leftward | Unknown route-map component "CONTfq" |

|  | Unknown route-map component "exSTR" | Unknown route-map component "uexSTRl" | Unknown route-map component "emtKRZ" | Unknown route-map component "uexSTR+r" |

|  | Unknown route-map component "exHST" |  | Unknown route-map component "tBHF" | Unused straight waterway |

|  |  | Unknown route-map component "exSTR" |  | Unknown route-map component "tSTR" | Unknown route-map component "uexABZgl" | Unknown route-map component "uexCONTfq" |

|  | Unknown route-map component "exHST" |  | Unknown route-map component "tSTR" | Unused straight waterway |

|  | Unknown route-map component "exBHF" |  | Unknown route-map component "tSTR" | Unused straight waterway |

|  | Unknown route-map component "uexSTR+l" | Unknown route-map component "exmKRZ" | Unknown route-map component "uexBHFq" | Unused transverse waterway + Unknown route-map component "tBHF" | Unknown route-map component "uexTBHFx" | Unknown route-map component "uexCONTfq" |

| Unused straight waterway | Unknown route-map component "exSTR" |  | Unknown route-map component "etBHF" | Unknown route-map component "uexBHF" |

| Unused straight waterway | Unknown route-map component "exSTR" |  | Unknown route-map component "tBHF" | Unused straight waterway |

| Unused straight waterway | Unknown route-map component "exBHF" |  | Unknown route-map component "tSTR" | Unused straight waterway |

| Unknown route-map component "uexBHF" | Unknown route-map component "exBHF" |  | Unknown route-map component "tSTR" | Unused straight waterway |

| Unused straight waterway | Unknown route-map component "exBHF" |  | Unknown route-map component "tSTR" | Unused straight waterway |

| Unused straight waterway | Unknown route-map component "exHST" |  | Unknown route-map component "tSTR" | Unused straight waterway |

| Unused urban continuation forward | Unknown route-map component "exSTRl" | Unknown route-map component "exSTR+r" | Unknown route-map component "tSTR" | Unused straight waterway |

|  | Unknown route-map component "tSTR+le" | Unknown route-map component "xKRZt" | Unknown route-map component "tSTRr" | Unused straight waterway |

| Unknown route-map component "uCONTgq" | Unknown route-map component "uABZmg+r" | Unknown route-map component "exSTR" |  | Unused straight waterway |

|  | Urban station on track | Unknown route-map component "exBHF" |  | Unused straight waterway |

| Unknown route-map component "uexCONTgq" | Unknown route-map component "uexKRZ" | Unknown route-map component "exmKRZ" | Unknown route-map component "uexCONTfq" | Unused straight waterway |

|  | Unknown route-map component "uexHST" | Unknown route-map component "exSTR" |  | Unused straight waterway |

| Unknown route-map component "uexCONTgq" | Unknown route-map component "uexKRZ" | Unknown route-map component "exmKRZ" | Unknown route-map component "uexCONTfq" | Unused straight waterway |

|  | Unknown route-map component "uexHST" | Unknown route-map component "exHST" |  | Unused straight waterway |

|  | Unused straight waterway | Unknown route-map component "exBHF" |  | Unknown route-map component "uexHST" |

|  | Unknown route-map component "uexHST" | Unknown route-map component "exSTR" |  | Unused straight waterway |

|  | Unknown route-map component "uexSTRl" | Unknown route-map component "exmKRZ" | Unknown route-map component "uexSTR+r" | Unused straight waterway |

|  | Unknown route-map component "uexSTR+l" | Unused transverse waterway | Unused transverse waterway + Unknown route-map component "exBHF" | Unknown route-map component "uexTBHFx" | Unknown route-map component "uexTBHFx" | Unknown route-map component "uexCONTfq" |

|  | Unused straight waterway |  | Unknown route-map component "exSTR" | Unknown route-map component "uexSTRl" | Unknown route-map component "uexKRZ" | Unknown route-map component "uexCONTfq" |

| Unused straight waterway | Unknown route-map component "uexSTR+l" | Unknown route-map component "exmKRZ" | Unused transverse waterway | Unknown route-map component "uexSTRr" |

| Unused straight waterway | Unused straight waterway | Unknown route-map component "exBHF" |  |  |

| Unused straight waterway | Unused straight waterway | Unknown route-map component "exBHF" |  |  |

| Unknown route-map component "uexSTRl" | Unknown route-map component "uexKRZ" | Unknown route-map component "exmKRZ" | Unknown route-map component "uexCONTfq" |  |

|  | Unused straight waterway | Unknown route-map component "exKBHFe" |  |  |

|  | Unused urban continuation forward |

La ferrovia ha una lunghezza complessiva di 41,245 km per la tratta alta attuale e 43,081 km per la tratta bassa dismessa, compresa la diramazione Biforcazione-Capua.
L'attuale tracciato della linea alta ha pendenze non superiori al 25,5 per mille. In esso sono presenti 9 gallerie, la più lunga delle quali, costruita (insieme ad altre 4) nel dopoguerra, è situata tra le stazioni di Triflisco e Pontelatone e si sviluppa per 436 metri. Per la ricostruzione della tratta alta nel dopoguerra furono previste 47 curve, di raggio non inferiore ai 300 metri.

### Percorso
La linea è sempre stata separata in due tratte, ovvero:
- "Alifana alta", che collega Santa Maria Capua Vetere con Piedimonte Matese (antecedentemente al 1963, Biforcazione-Piedimonte Matese), dotata di 14 tra fermate e stazioni (una dismessa), compresi i capilinea, e 4 case cantoniere dismesse;[23]
- "Alifana bassa", che collegava Napoli con Capua via Santa Maria Capua Vetere, dotata di 21 tra fermate e stazioni, 2 fermate facoltative e 12 case cantoniere (alcune delle quali usate come fermate facoltative),[24] chiusa il 22 febbraio 1976, ricostruita con caratteristiche di metropolitana e parzialmente riaperta tra il 2005 e il 2009 come linea Napoli-Giugliano-Aversa.[10] Oggi i treni da Napoli Centrale raggiungono Santa Maria Capua Vetere tramite la Ferrovia Roma-Cassino-Napoli di RFI.

## Traffico
Nel 2013 la ferrovia Santa Maria Capua Vetere - Piedimonte Matese ha trasportato 532.500 passeggeri, in calo rispetto ai 625.800 viaggiatori registrati nel 2012.

## Materiale rotabile
La linea ferroviaria Alifana non è mai stata una linea unitaria, ma, per diversi motivi, le due tratte, Napoli - Santa Maria Capua Vetere - Capua (tratta bassa) e Santa Maria Capua Vetere - Piedimonte Matese (tratta alta), hanno subìto sempre diversi destini. Anche il materiale rotabile sui due tratti, così, è sempre stato più che diversificato.

### Tratta alta
La tratta Santa Maria Capua Vetere - Piedimonte d'Alife, a trazione a vapore fino all'ultima guerra, vide in funzione diverse macchine. La più vecchia era la "Catania V", una due assi inglese della R. & W. Hawthorn, mai immatricolata ed acquistata da una ferrovia siciliana a servizio di una miniera di zolfo. Per circolare sull'Alifana il suo scartamento venne portato da 850 a 950 mm. Restò in esercizio fino al 1939 quando venne ceduta ad una ditta romana che l'adibì a manovre nel porto di Assab in Eritrea. Il suo posto venne così preso da una R.305.4 di costruzione Henschel, acquistata dalle Ferrovie dello Stato che la utilizzavano sulla ferrovia Palermo-Corleone-San Carlo: venne immatricolata come V21 e demolita nel 1962.
Fin dal 1913 furono in servizio anche 3 locomotive a tre assi accoppiati di costruzione belga La Meuse; vennero immatricolate come V1, V2 e V3. La V2 venne venduta nel 1926 alla ferrovia Circumetnea, mentre le altre due vennero demolite negli anni sessanta del Novecento.

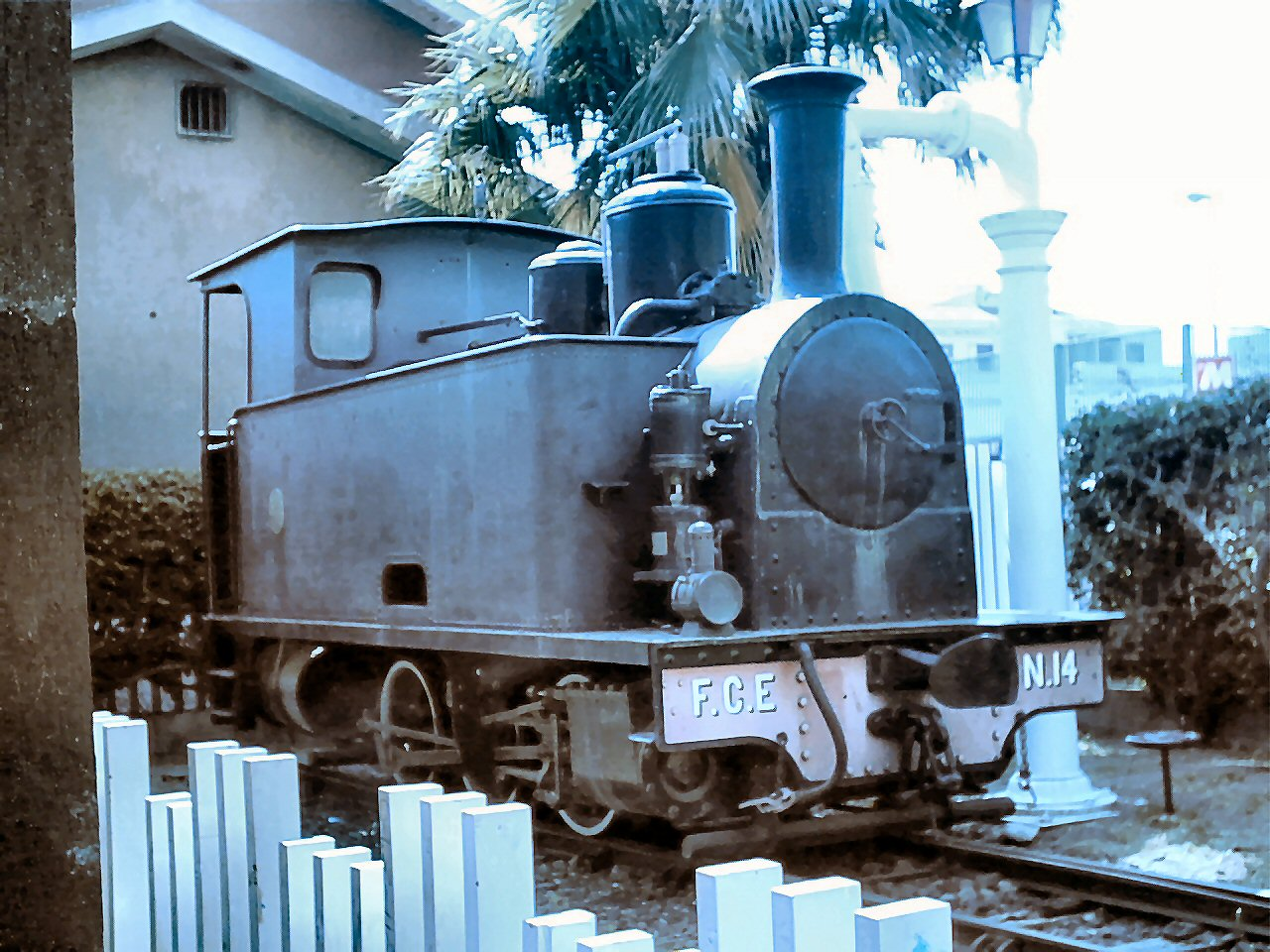
Locomotiva FCE 14 "La Meuse" ex Alifana, conservata come monumento alla Stazione Borgo di Catania

Sempre dal 1913 erano in servizio anche due locotender della Breda immatricolate come V11 e V12, anch'esse demolite negli anni sessanta. Negli anni 1950 questi due mezzi vennero utilizzati come spinta per i convogli elettrici sulla tratta Napoli - Giugliano che presentava alcune pendenze.
Nel 1925 la Compagnie des Chemins de Fer du Midi de Italie (CFMI) acquistò un'automotrice DWK-CEMSA, cedendola peraltro poco dopo alla Società Anonima Ferrovie della Sicilia (SAFS), per il servizio sulla ferrovia Siracusa-Ragusa-Vizzini presso la quale mantenne la classificazione "GS 1".
Infine nel 1944 venne acquistata dalle F.S. la R.301.1 anch'essa di costruzione CEMSA immatricolata come V31 e resa solo tre anni dopo alle Ferrovie dello Stato.
Nel 1963, con l'inaugurazione della nuova Alifana alta, diventata a trazione diesel, vennero immesse 5 nuove automotrici della OM immatricolate con le sigle ALn 880.1.1-5 (velocità massima 98 km/h e potenza 310 kW) con 4 rimorchiate (simili alle ALn 773 e Ln 664 FS) immatricolate con la sigla Ln 774.R.101-104, accantonate negli anni 2000. Vennero anche messe in esercizio due locomotive per i merci (tipo 234 FS), immatricolate I-51 (accantonata negli anni ottanta) e I-52.
Nel 1978, con la nuova concessione alla TPN, vennero acquistate 3 automotrici usate dalla Germania (WLE) che però si rivelarono inadeguate tanto da essere dismesse. Furono così noleggiate dalle FS alcune ALn 556 Breda a fine carriera in attesa dell'arrivo di 5 nuove automotrici Fiat, giunte a fine 1981 e immatricolate ALn 668.1.9-13. Infine nel febbraio 1990, furono immesse due locomotive diesel, radiate dalla DB tedesca e revisionate dalla Fervet di Castelfranco Veneto: sono state immatricolate I-54 e 55. Un brutto incidente, costato anche la vita ad un passeggero, si è verificato nel 1988 con conseguente accantonamento della ALn 880.1.3. Ulteriori due ALn 663 sono state acquistate dalla Fiat.
Il progetto di elettrificazione avviato all'inizio degli anni duemila, poi interrotto, comportò nel 1998 l'acquisto di un elettrotreno Firema E 82B, che dopo un lungo periodo di inattività fu ceduto alla SEPSA, presso la quale venne immatricolato come ET.414. Dopo la definitiva radiazione di tutte le ALn 880 e ALn 773, il parco rotabili in regolare servizio era composto da 3 ALn 668.1400 (1ª e 2ª serie), 5 ALn 668.3000 e 2 ALn 663.1000, peraltro permanentemente accoppiate tra loro.
Alcuni di questi mezzi sono stati sottoposti a revamping negli anni 2010.

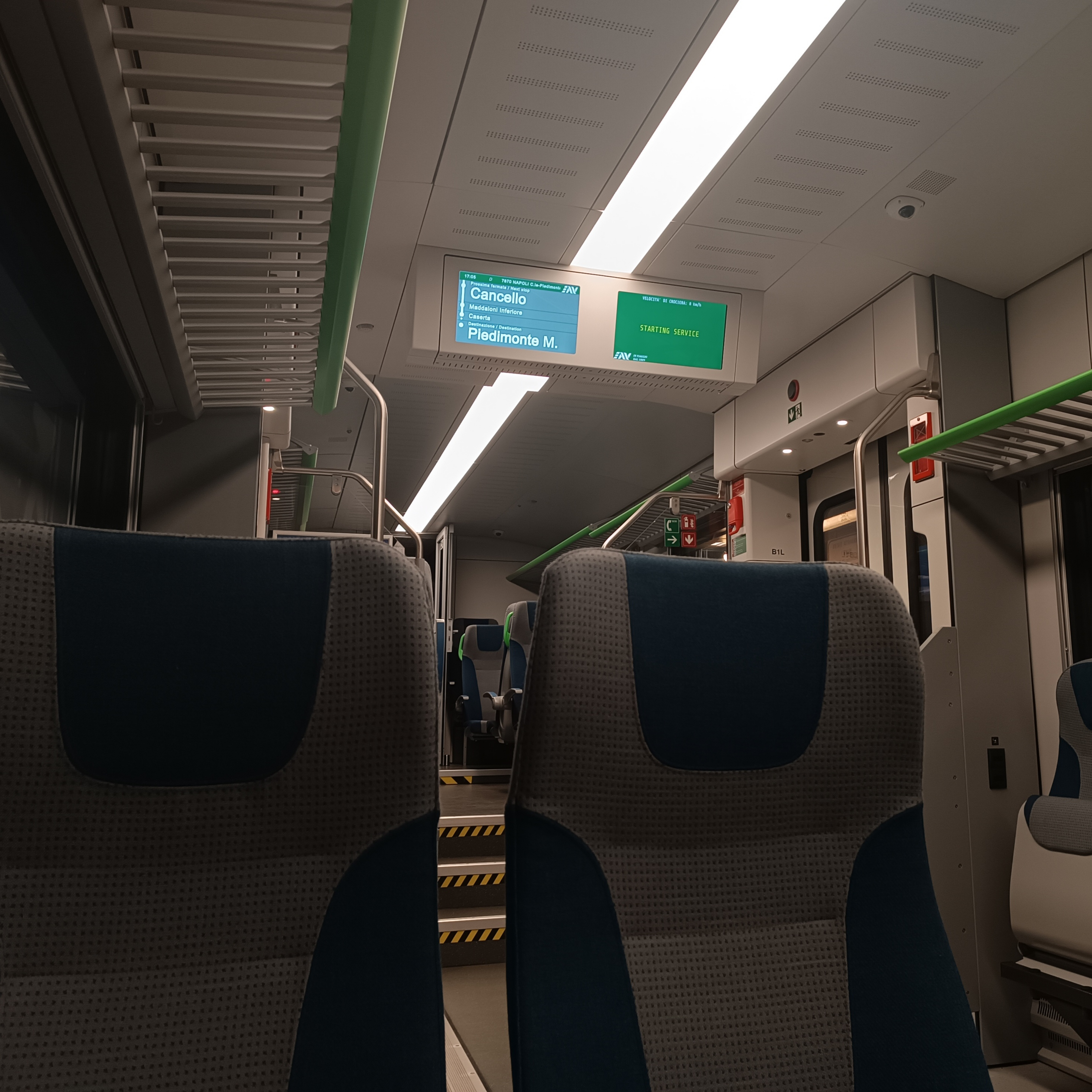
Interni dell'autotreno ATR 803 di EAV, utilizzato dal 2022 sulla relazione Piedimonte Matese - Napoli, sullo schermo è visibile l'indicazione della prossima fermata (Cancello).

Negli anni 2020, la società EAV ha richiesto la fornitura di 5 convogli Stadler FLIRT (tramite il Gruppo FNM) nella versione DMU ibrida (diesel-elettrico) da impiegare per il servizio ferroviario regionale sulla relazione Piedimonte Matese - Napoli. Sono convogli bidirezionali con 3 carrozze passeggeri e 168 posti a sedere, velocità massima di 140 km/h, il cui servizio è attivo dal 2022.
Dopo la presentazione dei nuovi convogli, avvenuta il 21 giugno 2022 presso la stazione di Piedimonte Matese ad opera di EAV e Stadler, il primo di questi convogli, denominati ATR 803, è arrivato a Piedimonte Matese, viaggiando sulla linea sociale autonomamente, alle ore 00:59 del 24 settembre 2022, proveniente da Santa Maria Capua Vetere al traino della E191.020 Vectron di DB Cargo proveniente da Bologna San Donato, dove aveva cominciato le prime prove di omologazione dopo esservi a sua volta giunto il 17 giugno 2022 entrando in Italia presso la stazione di Tarvisio Boscoverde. A questo primo convoglio, ridenominato ATR 803.301, seguono i convogli numerati 302, 303, 304 e 305. Il 24 novembre 2022 i primi 2 ATR 803 di EAV sono entrati in servizio. mentre gli altri 3 convogli sono entrati in servizio nei primi mesi del 2023, completando la fornitura di treni per EAV.

### Tratta bassa
Sulla tratta bassa Napoli - Santa Maria Capua Vetere - Capua, che era elettrificata, inizialmente vennero utilizzate 5 elettromotrici Breda (in seguito divenute 9), con 4 motori da 51 kW ciascuno, 48 posti a sedere e velocità massima di 60 km/h; 2 locomotive elettriche AEG-Thomson-Houston, con 4 motori da 48 kW ciascuno e velocità massima di 45 km/h, che trainavano diverse carrozze passeggeri a 4 assi di costruzione Breda e vari carri merci. La maggior parte di questi mezzi continuò ad esistere fino alla chiusura della linea, avvenuta nel 1976: a quella data erano ancora presenti 8 elettromotrici (immatricolate da 1 a 9), due locomotive (E 51 ed E 52) ed un automotore (M 1).